# 长叶紫珠
长叶紫珠（学名：Callicarpa longifolia）为马鞭草科紫珠属的植物。分布于印度尼西亚、菲律宾、马来西亚、印度、台湾岛、越南、缅甸以及中国大陆的广东、云南等地，生长于海拔1,400米的地区，见于山坡疏林中，目前尚未由人工引种栽培。

## 别名
老哈眼（海南）

## 异名
- Callicarpa longifolia Lamk. var. floccosa Schauer
- Callicarpa longifolia Lamk. var. lanceolaria (Roxb.) C. B. Clarke